# Henri Bacher

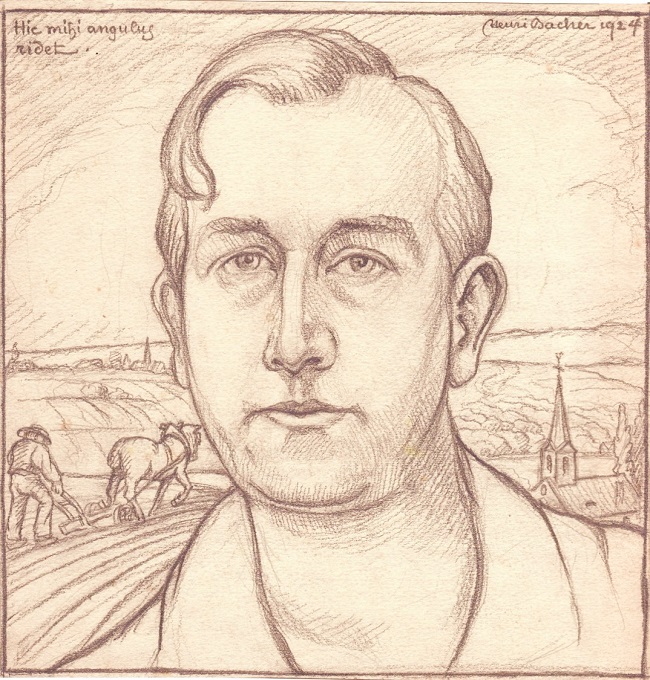
Henri Bacher, Selbstporträt vor einer lothringischen Landschaft (1924)

Henri Bacher (* 4. Juli 1890 in Saargemünd, Reichsland Elsaß-Lothringen; † 15. Februar 1934 in Straßburg, Département Bas-Rhin) war ein deutsch-lothringischer Maler und Grafiker.

## Leben
Bachers Vater, der Schutzmann Heinrich Bacher, stammte aus dem elsässischen Niederbronn, die Mutter Maria-Margaretha geb. Hellé aus der Nähe von Saargemünd. Sie war katholisch, der Vater Protestant. Henri wurde lutherisch getauft; in seiner Religiosität und seinem Schaffen war er von beiden Konfessionen geprägt.
1891 wurde der Vater nach Straßburg versetzt. Dort verlebte Henri seine Kindheit und Jugend und erhielt seine Schulbildung. Die Ferien verbrachte er regelmäßig bei den mütterlichen Großeltern in Püttlingen.
Schon als Schüler entwickelte er sein Zeichentalent, schlug aber auf Wunsch des Vaters zunächst eine Verwaltungslaufbahn ein, bis dieser 1913 dem Drängen des Kunstprofessors Georg Daubner, des Pfarrers Stocker, der Henri in Französisch unterrichtete, und der Mutter nachgab. Henri schrieb sich an der Straßburger Kunstgewerbeschule ein, wo er bereits seit 1911 Kurse besucht hatte.
Hier prägten ihn neben Daubner vor allem Karl Jordan und Joseph Sattler. Dieser brachte ihm das kleinformatige Genre der Exlibris nahe, das ein Hauptzweig seines Schaffens werden sollte.
Am Ersten Weltkrieg nahm Bacher auf deutscher Seite teil. Sein künstlerisches Talent wurde von der Heeresleitung in den Dienst der Propaganda gestellt. Erste Werkreihen erschienen im Druck. Gegen Kriegsende wurde er im Baltikum verwundet.
Nach einer – unvollständigen – Genesung ging er zu einem Studienaufenthalt nach Paris, wo er seinen Lebensunterhalt mit dem Kopieren klassischer Kunstwerke bestritt und mit Henri Le Sidaner Bekanntschaft schloss. Anschließend reiste er nach Rom (1919–1921), wobei er sich aus Mangel an Geldmitteln als Dominikaner ausgab und Klostergastfreundschaft in Anspruch nahm, bis er durchschaut wurde. Er schuf eine große Zahl von Zeichnungen und Aquarellen und gewann den Dominikanerprofessor Joachim Joseph Berthier (1848–1924) als Anreger und Ratgeber.
Nach der Rückkehr erlangte er mehr und mehr Anerkennung. Er richtete sich im Straßburger Stadtteil La Robertsau ein Atelier ein, das er wie eine Privatkapelle gestaltete, und präsentierte seine Werke auf regionalen Kunstausstellungen. Seine einzige persönliche Ausstellung 1922 wurde jedoch ein Misserfolg, da seine Landschaftsmalerei als „lau“ kritisiert wurde. Dennoch fuhr er fort, die Heimatregion zu bereisen und zu skizzieren. Er bekam Illustrationsaufträge zu historischen und beschreibenden Büchern über die Region. Ein Heft mit Friedhofszeichnungen unter dem Titel Requiem aeternam hatte großen Erfolg. 1932 folgte der Band Goethe im Elsass. Schon in den 1920er Jahren begann er mit der Illustration von Louis Pincks dreibändigem Werk Verklingende Weisen – Lothringer Volkslieder, ein Großauftrag, der ihn bis zu seinem Tod beschäftigte.
1933 heiratete er Gretel Huber aus Hagenau. Im selben Jahr erreichte ihn der Auftrag des Straßburger Bischofs Charles Ruch, die Pilgerkapelle auf dem Odilienberg auszumalen. Da sich jedoch seine Kriegswunde am rechten Oberschenkel entzündet hatte, musste er sich im Krankenhaus mehreren Operationen unterziehen. Eine Amputation lehnte er ab und starb im Februar 1934 43-jährig an Sepsis. Er wurde auf dem Straßburger Westfriedhof im Stadtbezirk Cronenbourg beigesetzt.
Bachers Stil war volkstümlich und an klassischen Vorbildern orientiert, dabei jedoch, besonders in seinen Exlibris, originell in der Verdichtung der Motive und niemals kitschig.

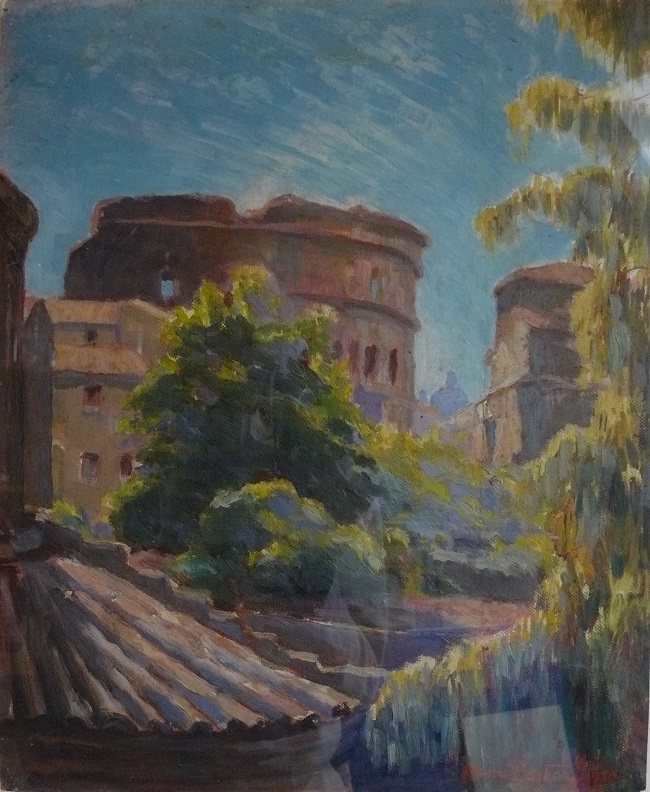
In Rom
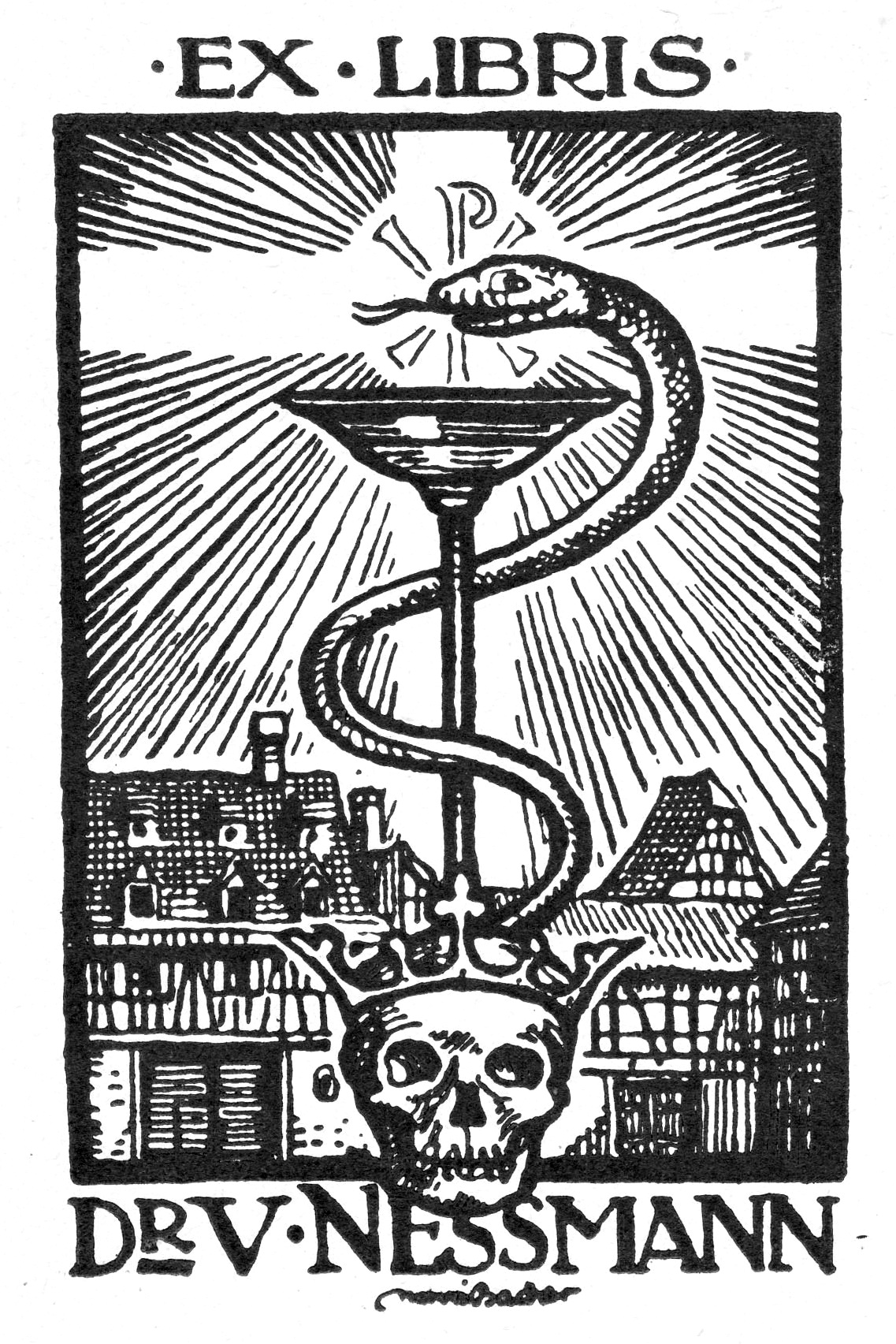
Exlibris für Victor Nessmann
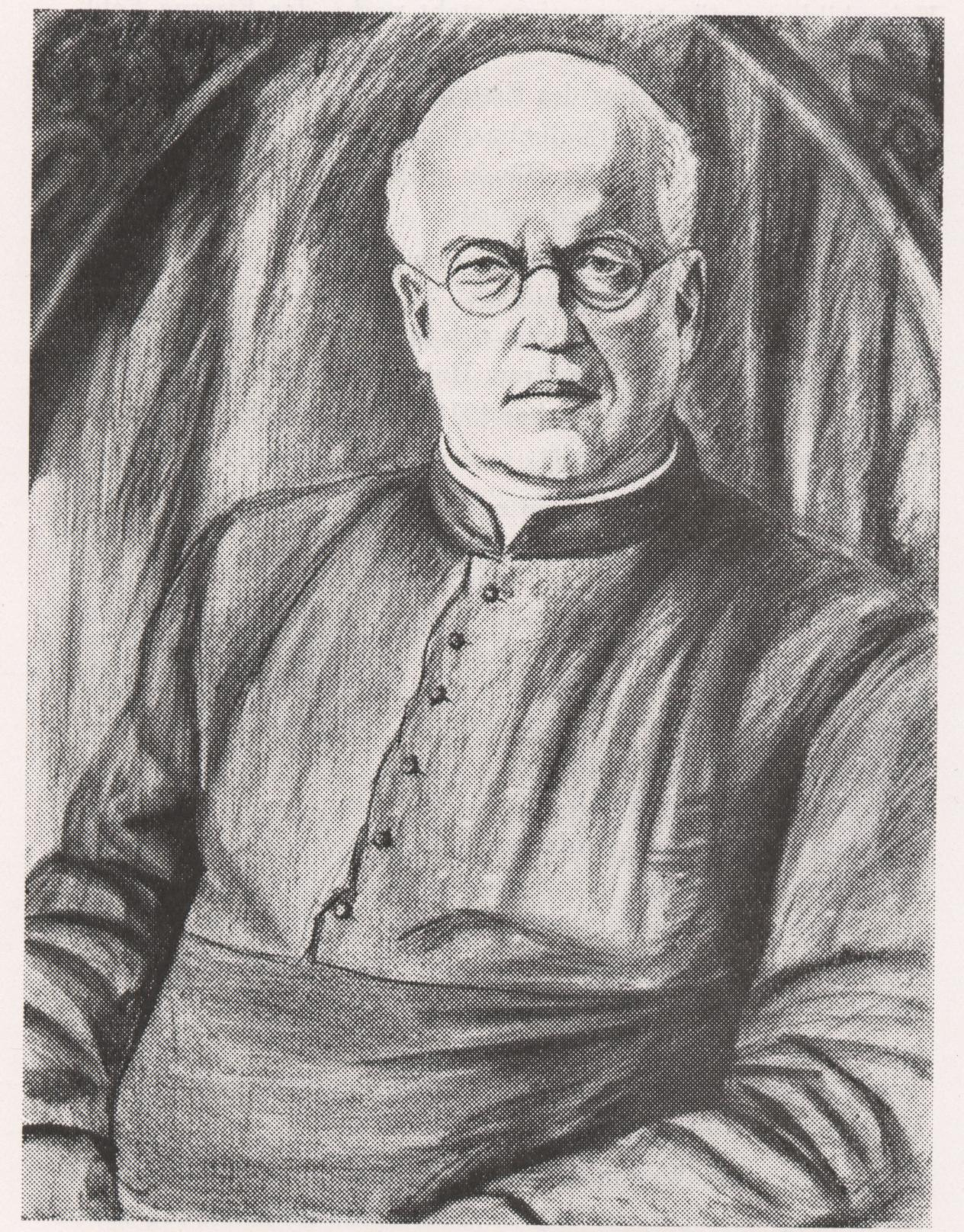
Porträt von Louis Pinck
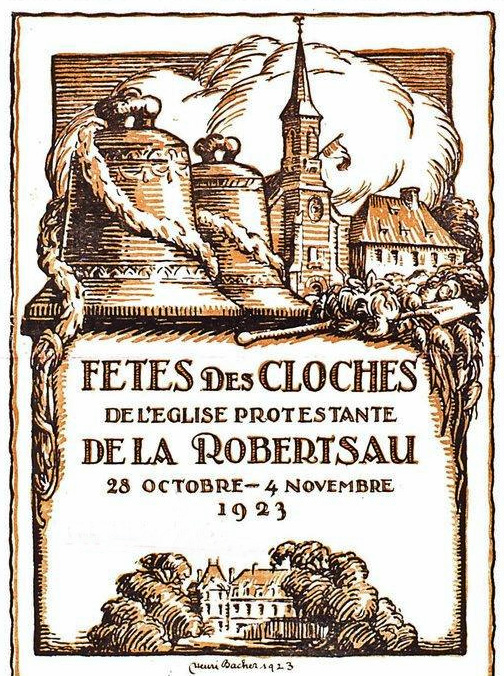
Plakat für das Glockenfest in La Robertsau
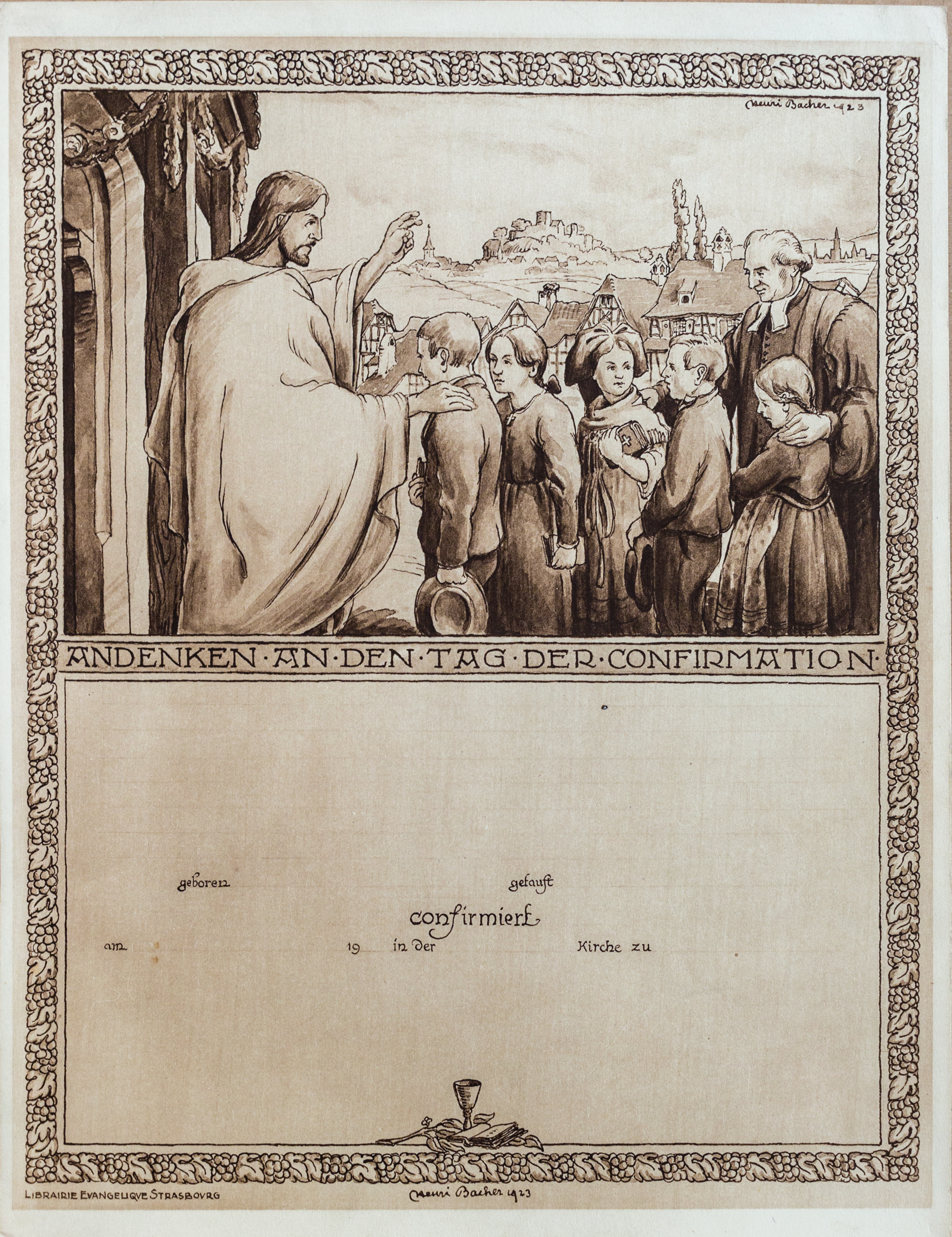
Konfirmationsurkunde

## Ehrungen
- In Püttlingen, Reichshofen und Saargemünd wurde jeweils eine Rue Henri Bacher nach dem Maler benannt.